# 奥莉加·尼基京娜
奥莉加·阿列克谢耶芙娜·尼基京娜（俄语：Ольга Алексеевна Никитина，1998年11月26日—），俄罗斯女子击剑运动员，2019年世界军人运动会女子花剑团体和女子佩剑团体金牌得主、2020年夏季奥林匹克运动会女子佩剑团体金牌得主。